# Gerry and the Pacemakers
Gerry and the Pacemakers — британський музичний колектив у стилі біт, один з найвідоміших представників біт-сцени 1960-х. Як і «The Beatles», походить з Ліверпуля, учасники його записувалися у Джорджа Мартіна, менеджером групи виступав Браян Епштейн.
Вже перші три сингли колективу — «How Do You Do It?», «I Like It» та «You'll Never Walk Alone» — зайняли перше місце у британському сингл-чарті, протягом двадцяти років цей рекорд залишався недосяжним. Лише в середині 1980-х його вдалося повторити гурту «Frankie Goes to Hollywood», який також походить з Ліверпуля. Тому «Gerry and the Pacemakers» вважається другим найуспішнішим поп-гуротом з Ліверпуля. Одна з найвідоміших пісень колективу — «Ferry Cross the Mersey» — присвячена річці Мерсі, що протікає через Ліверпуль.

## Історія
Гурт був створений у 1959 Джеррі Марсденом, його братом Фредом, Лесом Чедвіком і Артуром МакМехоном. На початку своєї кар'єри учасники гурту конкурували з The Beatles, виступаючи з ними на одних сценах у Гамбурзі та Ліверпулі. У 1961 МакМехона, який грав на клавішних, замінив інший піаніст — Лес Маґуайр. Група проводила репетиції на території британської суднобудівельної компанії «Cammell Laird», що у Беркенгеді. Початковою назвою гурту була «Gerry Marsden and the Mars Bars», однак учасникам довелося швидко відмовитися від неї через скаргу компанії «Mars», що випускає однойменні шоколадні батончики (англ. Mars Bar).
Учасники групи уклали договір з Браяном Епштейном, який пізніше домовився про запис пісень гурту з компанією «Columbia Records» — спорідненою з «Parlophone», яка записувала «The Beatles». «Gerry and the Pacemakers» почали записуватися на початку 1963, першою записаною композицією була «How Do You Do It?», написана британським автором пісень Мітчем Мюрреєм, яку відхилив британський співак Адам Фейт і записали, але не випустили учасники «The Beatles» (замість неї вони випустили власну пісню «Please Please Me»). Пісня була випущена Джорджем Мартіном, після чого зайняла перше місце у британському хіт-параді. «Gerry and the Pacemakers» стали першим із ліверпульських музичних гуртів, продюсованих Браяном Епштейном, який очолив усі музичні чарти; згодом їх потіснили «The Beatles» зі своїм третім синглом «From Me to You».

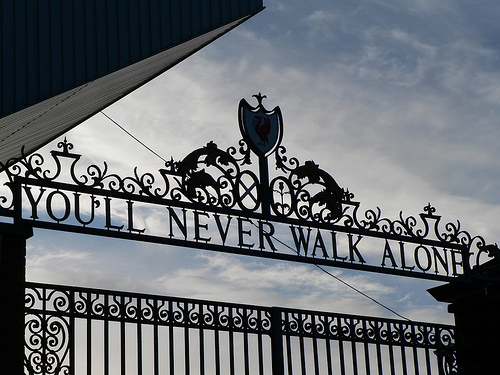
Ворота Шенклі. Вхід до ліверпульського стадіону Енфілд

Наступні два сингли колективу, «I Like It» (пісня написана Мітчем Мюрреєм) та «You'll Never Walk Alone» (написана американськими авторами пісень Річардом Роджерсом та Оскаром Хаммерстайном, які працювали здебільшого в жанрі мюзикл), також зайняли перше місце у британському сингл-чарті, остання була записана замість «Hello Little Girl» групи «The Beatles», яка у виконанні британської біт-групи «The Fourmost» так само зайняла перше місце. «You'll Never Walk Alone» стала улюбленою піснею Джеррі Мерсдена після того, як він ще в дитинстві побачив мюзикл Роджерса й Хаммерстайна «Карусель». Пісня швидко стала гімном футбольного клубу «Ліверпуль», пізніше її підхопили й інші спортивні команди в усьому світі. Вона залишається гімном «Ліверпуля» та загалом популярною в спортивному середовищі й нині завдяки виконанню Джеррі Мерсдена — в більшій мірі, аніж бродвейському оригіналу. В лютому 1964 сингл «I'm the One» був витіснений з першого місця хіт-параду синглом «Needles and Pins» іншої ліверпульської музичної групи — «The Searchers». До цього моменту «I'm the One» знаходився на першій сходинці протягом двох тижнів.

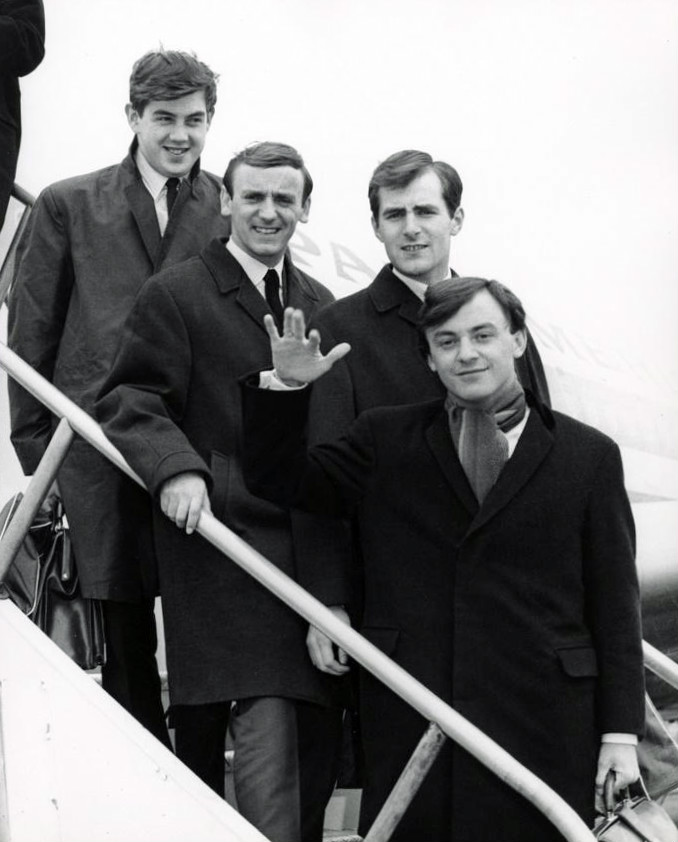
Gerry and the Pacemakers у Нью-Йорку. 1964

Не дивлячись на ранній успіх, «Gerry and the Pacemakers» більше не вдалося досягнути першої сходинки в британських чартах. Більша частина пісень, написаних Джеррі Мерсденом, включаючи «I'm the One», «It's Gonna Be All Right» і «Ferry Cross the Mersey», була не менш якісною, аніж перший і найбільший американський хіт «Don't Let the Sun Catch You Crying», який досягнув четвертої сходинки та який Джеррі Мерсден спочатку презентував лейблові «Decca» для запису британською поп-співачкою Луїз Корде у 1963. Виконана та записана нею пісня, однак, не мала комерційного успіху. Цю пісню, написану всіма учасниками «Gerry and the Pacemakers», виконували також Лес Карл (англ. Les Carle), американський поп-гурт «The Lettermen», Джекі ДеШеннон, Хосе Фелісіано, Доктор Джон, Ріккі Лі Джонс, Глорія Естефан та ін. На початку 1965 почалися зйомки фільму «Ferry Cross the Mersey», для якого Мерсден написав більшу частину саундтреків. Головна пісня фільму з'явилася у 1989 як благодійний сингл, який повинен був привернути увагу до трагедії на Гіллсборо. У створенні синглу були задіяні Мерсден та ряд інших зірок Ліверпуля — включаючи Пола Маккартні та вокаліста гурту «Frankie Goes to Hollywood» Голлі Джонсона.
У США випуск записів «Gerry and the Pacemakers» здійснював невеликий звукозаписуючий лейбл «Laurie». У 1963 було випущено чотири сингли, які не мали успіху. Під час прориву «The Beatles» у січні 1964 наступний сингл «Gerry and the Pacemakers», випущений лейблом, «Don't Let the Sun Catch You Crying», став справжнім хітом. У 1964 «Laurie» випустив два сингли — «How Do You Do It?» / «You'll Never Walk Alone» та «I Like It» / «Jambalaya (On the Bayou)», які також мали певний успіх.
Наприкінці 1965 «Gerry and the Pacemakers» почали швидко втрачати популярність по обидві сторони Атлантики. У жовтні 1966 група припинила своє існування. Більшість останніх записів групи так і не була випущена у Великій Британії.

## Дискографія

### Сингли
- How Do You Do It? / Away From You (1963)
- I Like It / It's Happened To Me (1963)
- You'll Never Walk Alone / It's Alright (1963)
- I'm The One / You've Got What I Like (у США — It's Alright) (1964)
- Don't Let the Sun Catch You Crying / Show Me That You Care (у США — Away From You) (1964)
- How Do You Do It? / You'll Never Walk Alone (1964)
- I Like It / Jambalaya (1964)
- It's Gonna Be Alright / It's Just Because (у США — Skinny Minnie) (1964 (Велика Британія), 1965 (США))
- Ferry Cross The Mersey / You, You, You (у США — Pretend) (1964 (Велика Британія), 1965 (США))
- I'll Be There / Baby You're So Good To Me (у США — You, You, You) (1965)
- Pretend / Here's Hoping (1965)
- You'll Never Walk Alone / Away From You (1965)
- Give All Your Love To Me / You're The Reason (1965)
- Walk Hand in Hand / Dreams (1965)
- La La La / Without You (1966)
- Girl on a Swing / A Fool To Myself (у США — The Way You Look Tonight) (1966)
- The Big Bright Green Pleasure Machine / Looking for My Life (1966)
- Don't Let the Sun Catch You Crying / Away From You (1970)
- Remember (The Days of Rock and Roll) / There's Still Time (1974)

### Альбоми
- How Do You Like It? (1963)
- Don't Let the Sun Catch You Crying (1964)
- Gerry and the Pacemakers' Second Album (1964)
- Ferry Cross the Mersey (1965)
- I'll Be There! (1965)
- Gerry and the Pacemakers' Greatest Hits (1965)
- Girl on a Swing (1966)
- The Best of Gerry and the Pacemakers (1979)
- Ferry Cross the Mersey (записи з концертів) (1981)
- 20 Year Anniversary Album (1982)
- The Very Best of Gerry and the Pacemakers (1984)